# Miquel Valdés
Pour les articles homonymes, voir Valdés.
Miquel Valdés Padró, né le 13 octobre 1867 à Barcelone et mort le 5 mai 1951 dans la même ville, est un footballeur et entrepreneur espagnol.

## Biographie
Miquel Valdés est un des membres fondateurs du Català FC en 1899, mais il passe immédiatement dans les rangs du FC Barcelone où il est un des premiers joueurs à porter le maillot blaugrana. Son premier match avec le Barça est le deuxième de l'histoire du FC Barcelone, le 24 décembre 1899 lors de la victoire 3 à 1 face au FC Català. En 1901, Valdés est le meilleur buteur du Barça, et en 1902 il remporte la Coupe Macaya, premier titre officiel du club. 
Il met à la disposition du FC Barcelone son local à La Rambla où ont lieu de nombreuses réunions du club. Plus tard, il est mécène du club. Des divergences avec ses camarades font qu'il quitte le Barça pour rejoindre l'Hispania AC. Peu après, il abandonne le monde du football.
Plusieurs années après, il revient au FC Barcelone dans le rôle de dirigeant. Il devient vice-président du club.
Avant de jouer au football, il pratique l'athlétisme remportant diverses épreuves. Il est le premier athlète catalan à être chronométré sur un 100 mètres le 18 novembre 1900, obtenant un temps de 12 secondes. Il pratique aussi la boxe, l'haltérophilie et l'aviron.
En 1905, il fonde la Loteria Valdés à La Rambla de Barcelone (au numéro 95) qui devient une des administrations de loterie les plus populaires du pays,. En 1946, son administration vend le premier prix de la Loterie de Noël, fait qui se répéta encore cinq fois jusqu'en 1988.

## Palmarès
- Vainqueur de la Coupe Macaya en 1902 avec le FC Barcelone